# FC Haarlem in het seizoen 1986/87
Het seizoen 1986/1987 was het 33e jaar in het bestaan van de Haarlemse betaaldvoetbalclub FC Haarlem. De club kwam uit in de Eredivisie en eindigde daarin op de 12e plaats. Tevens deed de club mee aan het toernooi om de KNVB Beker, hierin werd in de tweede ronde verloren van De Graafschap (1–2).

## Wedstrijdstatistieken

### Eredivisie
|       | Ajax  | AZ    | FC Den Bosch '67 | Excelsior | Feyenoord | Fortuna Sittard | Go Ahead Eagles | FC Groningen | FC Den Haag | PEC Zwolle '82 | PSV   | Roda JC | Sparta Rotterdam | FC Twente | FC Utrecht | SC Veendam | VVV   |
| ----- | ----- | ----- | ---------------- | --------- | --------- | --------------- | --------------- | ------------ | ----------- | -------------- | ----- | ------- | ---------------- | --------- | ---------- | ---------- | ----- |
| Thuis | 0 – 3 | 1 – 1 | 1 – 3            | 0 – 1     | 1 – 0     | 1 – 1           | 3 – 2           | 1 – 0        | 1 – 1       | 1 – 1          | 0 – 3 | 3 – 1   | 1 – 0            | 0 – 3     | 2 – 1      | 0 – 0      | 2 – 0 |
| Uit   | 6 – 0 | 0 – 1 | 1 – 1            | 2 – 2     | 2 – 1     | 0 – 0           | 1 – 2           | 3 – 1        | 4 – 0       | 4 – 0          | 5 – 0 | 1 – 0   | 0 – 1            | 2 – 3     | 2 – 1      | 0 – 0      | 3 – 1 |

### KNVB Beker
| 1e ronde                                                 | DETO                                | 1 – 2 (0 – 1) | FC Haarlem                        |
| 11 oktober 1986 Plaats: Vriezenveen Sportpark Het Midden | Bert Prijs 87'                      |               | 27' Chris Verkaik 90' André Sitek |
| 2e ronde                                                 | De Graafschap                       | 2 – 1 (0 – 0) | FC Haarlem                        |
| 16 november 1986 Plaats: Doetinchem De Vijverberg        | Jerry Cooke 62' Winston Douglas 68' |               | 52' Piet Keur                     |

## Statistieken FC Haarlem 1986/1987

### Eindstand FC Haarlem in de Nederlandse Eredivisie 1986 / 1987
| Stand | Gespeeld | Gewonnen | Gelijk | Verloren | Punten | Doelpunten voor | Doelpunten tegen |
| ----- | -------- | -------- | ------ | -------- | ------ | --------------- | ---------------- |
| 12e   | 34       | 11       | 9      | 14       | 31     | 32              | 57               |

### Topscorers
| #      | Naam          | Goal |
| ------ | ------------- | ---- |
| 1.     | Piet Keur     | 18   |
| 2.     | Wim Balm      | 4    |
| 3.     | Rob Matthaei  | 3    |
| 4.     | Paul McGee    | 2    |
| 5.     | Martin Haar   | 1    |
| 5.     | Ricardo Moniz | 1    |
| 5.     | Marcel Peeper | 1    |
| 5.     | André Sitek   | 1    |
| 5.     | Chris Verkaik | 1    |
| Totaal | Totaal        | 32   |

| #      | Naam          | Goal |
| ------ | ------------- | ---- |
| 1.     | Piet Keur     | 1    |
| 1.     | André Sitek   | 1    |
| 1.     | Chris Verkaik | 1    |
| Totaal | Totaal        | 3    |

## Voetnoten
Ajax ·
AZ ·
FC Den Bosch '67 ·
Excelsior ·
Feyenoord ·
Fortuna Sittard ·
Go Ahead Eagles ·
FC Groningen ·
FC Den Haag ·
Haarlem ·
PEC Zwolle '82 ·
PSV ·
Roda JC ·
Sparta Rotterdam ·
FC Twente ·
FC Utrecht ·
SC Veendam ·
VVV